# Mimosa apleura
Mimosa apleura är en ärtväxtart som beskrevs av Ignatz Urban. Mimosa apleura ingår i släktet mimosor, och familjen ärtväxter. Inga underarter finns listade i Catalogue of Life.